# Dmitri Lavrinenko

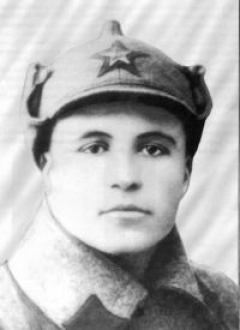
Lavrinenko en la escuela de tanques (1938).

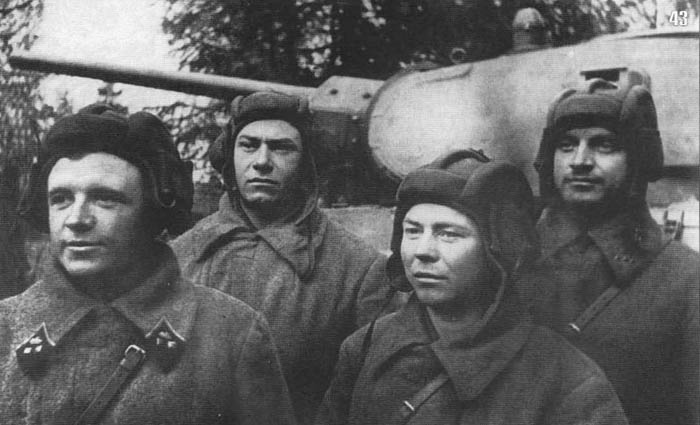
La tripulación de Lavrinenko (1 de octubre de 1941).

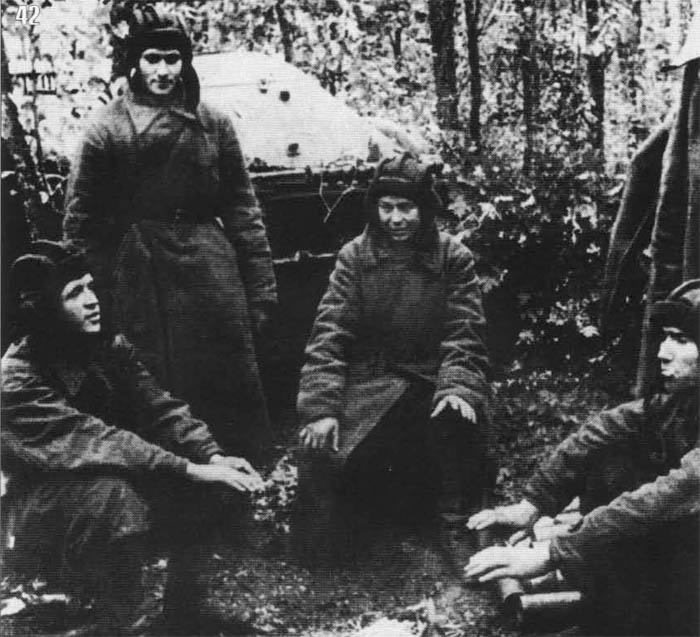
La tripulación, descansando (otoño de 1941).

Dmitri Fiódorovich Lavrinenko (en ruso: Лавриненко, Дмитрий Фёдорович; 14 de octubre de 1914-18 de diciembre de 1941) fue uno de los tres principales ases de tanques soviéticos (o maestros del combate de tanques) que combatieron en las filas del Ejército Rojo durante la Segunda Guerra Mundial, los otros dos fueron Iván Korolkov y Vladímir Bochkovski. Durante la guerra Lavrinenko destruyó 52 carros de combate enemigos.

## Biografía
Nació en Bestráshnaya, en el óblast de Kubán del Imperio Ruso (actual raión de Otrádnaya del krai de Krasnodar). Su padre, guerrillero rojo, murió durante la Guerra Civil Rusa. En 1931 finalizó sus estudios en la escuela para la juventud campesina de Voznesénskaya, y más tarde cursaría estudios para maestro en Armavir. Trabajó como profesor en Sladki (raión de Armavir, actual raión de Labinsk) entre 1931 y 1933, trabajando como estadístico en el sovjós local entre 1933 y 1934 y como cajero en la caja de ahorros. En 1934 ingresa voluntariamente en el ejército, entrando a la caballería. En mayo de 1938 ingresó en la Escuela de Tanquistas de Uliánovsk. Tomó parte en la Invasión de Polonia (1939) y en la Ocupación de Besarabia y el norte de Bucovina (1940).
Al principio de la Gran Guerra Patria, en 1941 era jefe de sección de la 15.ª División de Tanques del 16.º Cuerpo Mecanizado, emplazada en la ciudad de Stanislav. En meses de julio y agosto combate en los óblasts de Gómel (RSS de Bielorrusia) y Zhytomyr (RSS de Ucrania), quedando su tanque fuera de servicio y su división disuelta el 14 de agosto de 1941.
El 19 de agosto, en Prudboi (óblast de Stalingrado), con restos de la 15.ª y 20.ª divisiones de tanques se forma la 4.ª Brigada de tanques bajo el mando del coronel Mijaíl Katukov. Es armada con los nuevos tanques T-34 y KV-1, construidos en la Fábrica de Tractores de Stalingrado. El 28 de septiembre la brigada se concentra en Okulovo (raión de Odintsovo, óblast de Moscú), donde recibe el refuerzo de tanques BT-7, BT-5 y obsoletos BT-2 salidos del taller de reparación. Tras el periodo de información el 3 de octubre la brigada es subordinada al 1er Cuerpo de Fusileros de Guardias bajo el mando del mayor general Dimitri Leliushenko. En ese mes tomó parte en los combates contra el 2.º Grupo Panzer del general Heinz Guderian cerca de Mtsensk. En estos combates Lavrinenko y sus hombres tienen una participación destacada destruyendo entre siete y diecinueve tanques, según las fuentes. Tras los combates fueron trasladados a la región de Serpujov, donde el tanque de Lavrinenko realizó una emboscada sobre el estado mayor alemán, destruyendo varias piezas de artillería y capturando documentos.
A finales del mes de octubre se encontraban defendiendo la carretera Volokolamsk-Moscú, participando en el ataque a Lystsevo, en el que destruyó tres tanques ligeros y tres medios, retrasando el avance de las columnas alemanas para permitir el reagrupamiento de las tropas soviéticas. Días después defendiendo Guseniovo (combate en el que moriría Iván Panfílov, su tripulación destruyó siete tanques antes de que destruyeran el suyo (muriendo el operador de radio y el mecánico-conductor), por lo que fue nominado al título de Héroe de la Unión Soviética el 5 de diciembre de 1941.
El 5 de diciembre se desencadenó la ofensiva soviética sobre el raión de Istra (óblast de Moscú). La sección de Lavrinenko participó en combates por liberar las localidades de Kriukovo, Sychovo, Pokróvskoye, Griady y Chísmena. Lavrinenko atacó el 18 de diciembre, destruyendo la guarnición enemiga, a los alemanes en Pokróvskoye, partiendo a continuación hacia la vecina Goruny, donde hizo retirarse a los alemanes. En este combate Lavrichenko y su tripulación destruyeron su tanque número 52. Tras el combate, la aldea fue sometida a un intenso fuego de artillería y mortero. El teniente Lavrichenko, al salir del tanque para entregar su informe al coronel Nikolái Chernoyarov, fue alcanzado por un pedazo de metralla que provocó su muerte.

## Condecoraciones
- Héroe de la Unión Soviética (5 de mayo de 1990).
- Dos Órdenes de Lenin (22 de diciembre de 1941 y 5 de mayo de 1990)